# Taeko Kono

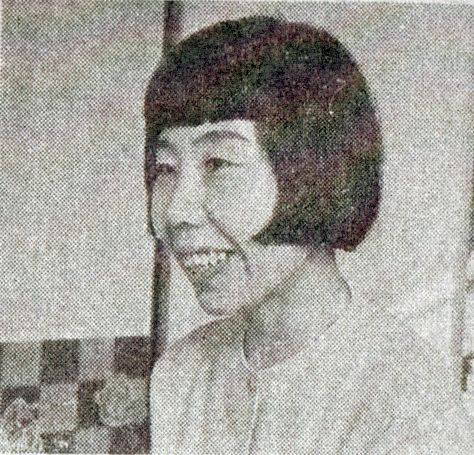
Taeko Kōno, escritora de la literatura moderna japonesa

Taeko Kōno (河野 多惠子 Kōno Taeko?, 24 de febrero de 1926–29 de enero de 2015) fue una escritora japonesa, una de las más importantes y aclamadas de la literatura moderna japonesa.[cita requerida] Pertenece a una generación de notables escritoras femeninas que surgieron en Japón en los años 60 y 70, entre las que se encuentran Kurahashi Yumiko, Mori Mari, Setouchi Harumi, y Takahashi Takako. Kōno también tuvo reputación como ensayista, guionista y crítica literaria. En la última etapa de su vida, tuvo un papel destacado en la élite de la creación literaria de Japón, ya que fue una de las primeras mujeres escritoras en servir en el Comité del Premio Literario Akutagawa. El laureado Nobel japonés Oe Kenzaburo describió a Kōno como una de las mujeres escritoras más "lúcidamente inteligentes" del país asiático, y el crítico estadounidense Masao Miyoshi destacó su figura por su "conciencia crítica e inteligencia histórica". La escritora, que plasmó ciertos aspectos oscuros de la personalidad y el deseo humanos, es conocida en el mundo hispanoparlante por su colección de relatos Cacería de niños (La Bestia Equilátera, 2021).

## Biografía
Kōno Taeko nació el 24 de febrero de 1926 en Osaka, Japón, hija de Kōno Tameji y Yone; su padre Tameji tenía un negocio especializado en procedimiento de montaña. De niña, tuvo una salud débil. A los quince años, estalló la Guerra del Pacífico y sus años adolescentes los pasó sirviendo como estudiante trabajadora cosiendo uniformes militares en una fábrica de municiones.
Después de la guerra,  acabó su grado de economía en la Universidad de Mujeres (actualmente Universidad de Prefectura de la Osaka), graduándose en 1947. Kōno comenzó a escribir sobre el nuevo sentido de la libertad y las grandes esperanzas tras la guerra. Decidida a hacer una carrera por sí misma como escritora, se mudó a Tokio, en una época en la que la capital acogió a numerosos escritores y escritoras, gracias a lo cual la actividad literaria en el país asiático tuvo un resurgir. Se unió a un grupo literario dirigido por Niwa Fumio, y comenzó a dedicarse más en serio a la escritura, mientras trabajaba a tiempo completo. Después de casi una década de lucha por hacerse un lugar en el círculo literario de la ciudad, una época durante la cual padeció varios contratiempos de salud (incluyendo dos ataques de tuberculosis), en 1961 la revista literaria Shinchōsha empezó publicar sus historias, y en 1962 se le otorgó el premio Shinchōsha  "Dōjin zasshi" ("Revista Coterie") por su historia "Yōji-gari" ("Caza Niño" [幼児狩り]). En 1963 su cuento "Kani" (Cangrejos) (蟹) ganó el prestigioso Akutagawa Premio (su historia "Yuki" [Nieve] había sido nominado en 1962). A continuación, Kōno continuó con la ficción corta, en la cual fue prolífica. En 1965 se casó con el pintor Yasushi Ichikawa. En 1967 ganó el premio Women's Literary Prize por Saigo no toki (Momentos Finales), en 1968 el Premio Yomiuri por  "Una Voz Repentina" (不意の声), y en 1980 se hizo con el premio Tanizaki por "Un Año Pastoral" (一年の牧歌). Recibió, asimismo, un premio literario de la Academia de Arte japonesa en 1984 y el Premio Literario Noma en 1991 por su novela Miiratori ryōkitan (Caza a la Momia por el Extraño, 1990).  El cuento de Kōno "Hone ningún niku" (Carne de Hueso) se publicó en la antología de 1977 Literatura japonesa Contemporánea (ed. Howard Hibbett), la cual suscitó un gran interés entre en público anglosajón. Muchos de sus trabajos comenzaron a traducirse al inglés, y se publicaron en diversas antologías de escritoras niponas, culminando en la publicación de Cacería de Niños en 1996. Kōno continuó escribiendo toda su vida, y todavía escribía cuando murió en el hospital en enero de 2015. En 2014 recibió un Bunka Kunshō, u Orden de Cultura, el cual es otorgado por el Emperador a artistas señalados, becarios, o ciudadanos que hacen contribuciones notables a la cultura, las artes y la ciencia japonesas.

## Análisis literario
Kōno's writing explores how "underneath the seemingly normal routines of daily life, one may find hidden propensities for abnormal or pathological behavior", demonstrating that often "reality and fantasy are not so clearly distinguishable from each other". Alternative sexual practices is a theme that permeates Kōno's's writing; sadomasochism, for example, figures in "Toddler-Hunting," and "Ants Swarm" (1964), as well as her novel Miiratori ryōkitan; and Kaiten tobira (Revolving Door, 1970) features spouse-swapping. Kōno uses these themes to explore sexuality itself and the expression of identity. She combines these elements with illness, childlessness, and the absence of a husband to delve even more deeply into these topics.
More specifically, her writings explore "the struggles of Japanese women to come to terms with their identity in a traditional patriarchal society". Most of her female characters "reject traditional notions" of femininity and gender roles, their frustration "leads them to violent, often antisocial or sadomasochistic ways of dealing with the world". For example, in "Yōjigari", or "Toddler Hunting", one of her most famous stories, she investigates one woman's dislike of children. The protagonist, Hayashi Akiko, is repulsed by little girls but obsessed by little boys—she even imagines a little boy being beaten by his father to the extent that his innards spill out. She also takes pleasure in the sadomasochistic sex she has with her adult partner. One critic has written that the story "turn[s] the myth of motherhood on its head" while another argued that Hayashi was a representation of demonic women who threatened patriarchy itself. In Fui no koe (1968), which one critic has called a "modern woman's Hamlet", Kōno presents the story of Ukiko, whose dead father haunts her. His ghost instructs her to murder the people who are controlling her life. At the end of the story, it is revealed that all of these incidents are only taking place within her mind and she is "trying in her twisted way to bring meaning to her everyday relationships".

## Lista de obras seleccionadas
| Año  | Título japonés                                                                                     | Título en español                                | Premios         |
| ---- | -------------------------------------------------------------------------------------------------- | ------------------------------------------------ | --------------- |
|      | 骨の肉                                                                                             | "Carne con hueso"                                |                 |
|      | 血と貝殻                                                                                           | "Sangre y cáscara"                               |                 |
|      | 不意の声                                                                                           | "Una voz repentina"                              |                 |
|      | みいら採り猟奇譚                                                                                   | "Cuento cruel de un cazador convertido en presa" |                 |
| 1960 | 「女形遣い」                                                                                       | "Usos de una Imitadora Femenina"                 |                 |
| 1961 | Yōjigari (Japanese: 幼児狩り Yōjigari?) (Japanese: 幼児狩り, Yōjigari)                             | "Cacería de niños"                               |                 |
| 1963 | Kani (Japanese: 蟹 Kani?) (Japanese: 蟹, Kani)                                                     | "Cangrejos"                                      | Akutagawa Prize |
| 1967 | Saigo no toki                                                                                      | "Últimos momentos"                               |                 |
| 1969 | Fui no Koe (Japanese: 不意の声 Fui no Koe?) (Japanese: 不意の声, Fui no Koe)                       | "Una voz repentina"                              | Yomiuri Prize   |
| 1971 | Hone no niku                                                                                       | "Carne con hueso"                                |                 |
| 1980 | Ichinen no bokka (Japanese: 一年の牧歌 Ichinen no bokka?) (Japanese: 一年の牧歌, Ichinen no bokka) | "Un año pastoral"                                | Tanizaki Prize  |

## Traducciones al inglés
- Kōno, Taeko. Niño-Caza y Otras Historias. Trad. Lucy North. New York: New Directions, 1996. ISBN 0-8112-1391-9.